# Joel Mondo
Joel Germain Balandege Mondo (* 9. August 1988 in Köln) ist ein deutscher Basketballspieler.

## Laufbahn
Nach seinem Engagement beim damaligen Bundesligaklub Köln 99ers mit drei Kurzeinsätze in der Bundesliga-Saison 2008/09 wechselte der Aufbauspieler in die USA. Er spielt zwischen 2010 und 2012 für die University of South Carolina Salkehatchie (NJCAA) und nach seiner Rückkehr nach Deutschland beim UBC Hannover in der 2. Bundesliga ProB (Saison 2012/13). In der Saison 2013/14 war er Teil des Bundesligakaders der MHP Riesen Ludwigsburg, kam aber nur in der Ludwigsburger Reservemannschaft in der 2. Regionalliga zum Einsatz, ehe er im Laufe der Saison zum BBC Magdeburg in die 2. Bundesliga ProA wechselte. Nach dem Abstieg des BBC in die ProB spielte Mondo ebenfalls für die Mannschaft. In der Saison 2015/16 gehörte Mondo zum Aufgebot der Artland Dragons Quakenbrück in der ProB.
Im April 2019 erhielt Mondo eine Berufung in die deutsche „3-gegen-3“-Nationalmannschaft, im August 2019 wurde er in der Wettkampfklasse Herren deutscher Meister in dieser Basketball-Spielart.